# Yellow Magic Orchestra
Yellow Magic Orchestra (también conocida como YMO) fue una banda japonesa de música electrónica conformada por Haruomi Hosono (bajo, teclados y voz), Yukihiro Takahashi (batería y voz) y Ryūichi Sakamoto (teclados y voz). En sus primeras grabaciones y actuaciones, la banda solía ir acompañada por el programador Hideki Matsutake, considerado como el "cuarto miembro" de la banda.
Usualmente son considerados como innovadores influyentes dentro del campo de la música electrónica popular. Han contribuido al desarrollo del synth pop, ambient house, electrónica,electro, J-pop contemporáneo, house, techno, y la música hip hop. De manera más amplia, su influencia es evidente a través de diferentes géneros de la música popular incluyendo: dance, ambiental, chiptune, música de videojuegos, pop, y rock.
YMO fue pionera en el uso de sintetizadores, samplers, cajas de ritmo, computadoras y el uso de tecnologías para la grabación digital de audio en la música popular, durante un tiempo eran consideradas solamente como novedades. La banda se considera "adelantada a su tiempo" por anticipar la tendencia global hacia las cajas de ritmo y el sampling, haber anticipado el crecimiento del electropop durante la década de los ochenta, su enfoque pro-tecnológico, el uso de sonidos de videojuegos y por experimentar en gran medida con computadoras e instrumentos electrónicos.

## Historia

### 1976–1978: Primeros años y formación
Previo a la formación del grupo, Sakamoto había estado experimentando con equipo de música electrónica en la Universidad Nacional de Bellas Artes y Música de Tokio, en la que entró en 1970, incluyendo sintetizadores como Buchla, Moog y ARP. Hosono, después de la ruptura con su banda “Happy End” en 1972, se vio involucrado en la grabación de varios discos del temprano rock electrónico, incluyendo el álbum folk pop rock “Kōri no Sekai” (1973) de Yōsui Inoue y el álbum rock progresivo psicodélico “Benzaiten” (1974) de Osamu Kitajima, ambos utilizaron sintetizadores, guitarras eléctricas, bajos, y posteriormente, cajas de ritmos y baterías electrónicas. Al mismo tiempo, el futuro “cuarto miembro” de la banda Hideki Matsutake era el asistente del mundialmente exitoso músico Isao Tomita. Muchos de los métodos y técnicas desarrolladas por Tomita y Matsutake durante inicios de la década de los setenta fueron posteriormente empleadas por Yellow Magic Orchestra.
Sakamoto primero trabajo con Hosono como miembro de su banda en vivo en 1976, mientras que Yukihiro Takahashi contrato a Sakamoto para que produjera su álbum debut en 1977, posterior a la separación de Sadistic Mika Band. Hosono invitó a ambos a colaborar en su álbum exótica “Paraíso”, el cual incluyó canciones electrónicas producidas utilizando equipo electrónico. La banda se llamaba “Harry Hosono and the Yellow Magic Band” (como una sátira a la obsesión de Japón con la magia negra en ese entonces), y a finales del año 1977 comenzaron la grabación de Paraíso, el cual fue lanzado en 1978. Los tres trabajaron juntos nuevamente en 1978 para el álbum electrónico “Pacifico”, que incluyó una versión temprana de la canción “Cosmic Surfin”. Hosono y Sakamoto también trabajaron junto a Hideki Matsutake a inicios de 1978 para el álbum experimental “electro-exotica” fusión, “Cochin Moon” de Haruomi Hosono, el cual fusionó la música electrónica con la música hindú incluyendo la canción “Hum Ghar Sajan”, del temprano género “synth raga”. Durante el mismo año, Sakamoto publicó su primer álbum como solista, “The Thousand Knives of Ryuichi Sakamoto”, experimentando de manera similar la música electrónica con la música tradicional japonesa en 1978. Hosono contribuyó con una de las canciones de Sakamoto, “Thousand Knives”, dentro del mismo álbum. "Thousand Knives" fue notorio debido al temprano uso del secuenciador Roland MC-8 Microcomposer music, con Matsutake como el programador musical del disco.
Hosono, Sakamoto y Takahashi eventualmente colaboraron para conformar Yellow Magic Orchestra y comenzar a grabar su álbum homónimo en un estudio de Shibaura en julio de 1978. La banda fue concebida originalmente como un proyecto de estudio excepcional de Hosono, con los otros dos miembros como músicos de sesión. La idea era producir un álbum fusionando la exótica orientalista con la electrónica moderna, como una subversión del orientalismo y lo exótico, mientras se exploran temas similares como el ser asiático.

### 1978–1983: Éxito nacional e internacional
Su primer álbum homónimo, Yellow Magic Orchestra, tuvo una producción vanguardista que fue muy popular, logró que lo que comenzó como un proyecto de estudio creciera a una verdadera banda con una carrera para sus tres miembros. El álbum incluía el uso de tecnología computacional (acompañada del uso de sintetizadores), que de acuerdo con “Billboard”, permitió a la agrupación crear un nuevo sonido que no era posible hasta ese entonces. Después del lanzamiento del álbum “”Yellow Magic Orchestra”, una presentación en el Roppongi Pit fue presenciada por los ejecutivos de A&M Récords de Estados Unidos que estaban en el acuerdo de una sociedad con Alfa Records. Esto llevó a YMO a que se le ofreciera una oferta internacional, que en ese entonces (inicios de 1979) los tres miembros habían acordado darle prioridad a sus carreras como solistas. La canción más popular del álbum fue “Firecracker”, que después sería lanzada como sencillo el siguiente año y posteriormente como “Computer Game”, la cual sería un éxito en los Estados Unidos y Europa.[cita requerida]
Seguido de un acuerdo publicitario con Fuji Cassette, la agrupación comenzó el boom de la popularidad de la música electrónica pop, llamada Synth-Pop, "Technopop" o Sten Japón, donde tuvieron un impacto similar al de los beatles y el Merseybeat en los sesenta en Reino Unido. Durante un tiempo YMO fue la banda más popular de Japón. El impacto de YMO dentro de la moda se puede apreciar en la cantidad de empresarios japoneses aún tienen un corte de cabello estilo Techno, como los que tenían la agrupación.[cita requerida] El éxito de la carrera de solista de Akiko Yano (que posteriormente se casaría con Sakamoto) permitió que se uniera la banda durante sus presentaciones en vivo a finales de los años setenta e inicios de los años ochenta, pero no participó durante las grabaciones en el estudio. Por otra parte, YMO contribuyó a sus álbumes de estudio y se convirtieron en parte de su banda en vivo durante esos años.[cita requerida]
Haciendo un uso abundante de los nuevos sintetizadores, samplers, secuenciadores, cajas de ritmo, computadoras y grabación digital tan pronto como estos estaban disponibles, así como el uso de líricas cyberpunk en inglés, ellos extendieron su popularidad más allá de Japón.
“Solid State Survivor”, lanzado en 1979, fue el pináculo de YMO en Japón, ganando el Premio al Mejor Álbum al mejor álbum en el Japan Record Award. Incluyó canciones en inglés escritas por Chris Mosdell, cuyos temas de ciencia ficción usualmente reflejaban una condición humana reflejada a un futuro distópico, similar al emergente movimiento cyberpunk en ese entonces. Uno de los sencillos más exitosos del álbum, y uno de los éxitos más grandes de la banda a nivel internacional, fue "Behind the Mask”, el cual originalmente YMO produjo para un comercial de un reloj de pulsera de cuarzo de la marca Seiko, y posteriormente utilizado para Solid State Survivor con la letra escrita por Chris Mosdell. La canción posteriormente fue regrabada por Michael Jackson, quien agregó una nueva lírica y pretendía incluir su el álbum “Thriller”. Pese a la aprobación de Sakamoto y el escritor Chris Mosdell, eventualmente fue removida del álbum debido a circunstancias legales con la gestión de YMO. La versión de Michael Jackson no salió a la luz sino hasta el lanzamiento de su primer álbum póstumo, Michael, aunque las letras adicionales fueron incluidas en covers de la canción por Greg Phillinganes, Eric Clapton, y Ryuichi Sakamoto en 1986 en el disco Media Bahn Live.[cita requerida] “Solid State Survivor incluyó varias canciones synth rock computarizadas, incluyendo un versión “mecanizada” de Day Tripper de los Beatles.
Su segundo disco Solid State Survivor vendió más de dos millones de copias a nivel mundial. En 1980, YMO se había convertido en la banda más popular de Japón. Su siguiente álbum “Public Pressure” estableció un récord en Japón, llegando a lo más alto de las listas y vendiendo 250,000 copias en dos semanas, mientras que el siguiente disco “X∞Multiplies” obtuvo 200,000 preórdenes. Durante el mismo año, los álbumes 'Solid State Survivor y X∞Multiplies mantuvieron los dos primeros lugares en las listas de Oricon por siete semanas consecutivas, haciendo de YMO la única banda en la historia de esta lista en lograrlo.
La canción “Multiplies”, de 1980, fue de los primeros intentos en el electro-ska. “X∞Multiplies” le siguió el disco “BGM” en 1981. "Rap Phenomena”, del mismo álbum, fue intento temprano del género Electro y rap electrónico
Ellos tuvieron un éxito similar fuera de Japón, vendiendo todos los boletos de sus presentaciones en los Estados Unidos y Europa. El sencillo “Computer Game” vendió alrededor de 400,000 copias en los Estados Unidos y alcanzó el número 17 en las listas de Reino Unido. La agrupación también tocó la canción “Firecracker” y “Tighten Up” en el programa de televisión Soul Train. Durante el mismo tiempo, la canción de 1980 “Riot in Lagos” del miembro Ryuichi Sakamoto era pionera en la rítmica y en los sonidos estilísticos del Electro y un impacto directos en estudios, productores y DJ's de New York (Arthur Baker, John Robie, Benítez Jellybean, Man Parrish). La banda era particularmente popular dentro del emergente comunidad de hip hop, la cual apreciaba los sonidos electrónicos de la banda, y en Bronx donde “Firecracker” fue un éxito y sampleada en el famoso “Death Mix” (1983) por Afrika Bambaataa. Mientras tanto en Japón, YMO se mantenía como el acto musical mejor vendido hasta 1982.

### 1984–1993: Separación y breve reunión
La banda había terminado de trabajar como agrupación en 1984, después del estreno de su película musical “Propaganda”, los tres miembros regresaron a sus carreras como solistas. La banda fue muy cuidadosa de usar el término “separación”, prefiriendo usar la frase japonesa ”desplegarse” (散開 sankai?), de hecho el trío continuó tocando en los discos de sus miembros y haciendo
apariciones especiales en presentaciones en vivo. Takahashi, en particular, continuaría tocando material de YMO en sus conciertos y como el “cantante principal” era la mejor opción para hacerlo. Mientras tanto, Sakamoto obtendría reconocimiento internacional por su trabajo como solista, actor y compositor de música para cine, ganando un Grammy, un Óscar y un Globo de Oro.
El trío eventualmente lanzaría un álbum de reunión, “Technodon”, y acreditado como “NOT YMO” (YMO atravesado por una cruz) o YMO en 1993.[cita requerida] Remplazando las voces tradicionales, cerca de la mitad del disco incluye grabaciones de audio o samples de autores o científicos leyendo su trabajo.[cita requerida]  Durante su breve reunión a inicios de los años noventa, continuaron experimentando nuevos estilos de música electrónica, retomando un rol instrumental de los movimientos de tecno y acid house en ese entonces.

### 2002-presente: Separación
A inicios de los 2000’s Hosono y Takahashi se reunieron en un proyecto llamado “Sketch Show”. En un número de ocasiones Ryuichi Sakamoto se ha unido a Sketch Show en presentaciones en vivo y en grabaciones. Posteriormente el sugirió cambiar el nombre a “Human Audio Sponge” cuando el participara. Una presentación en Barcelona y el DVD “Wild Sketch Show” muestran estas reuniones, incluyendo a manera de broma la historia de la banda en japonés hasta el 2036.
La banda se reunió en 2007 para una campaña publicitaria para la compañía Kirin que satirizo su longevidad y logró posicionarse en el número uno de varias listas de descarga digital japonesas (incluyendo la tienda de iTunes) con la canción “Rydeen 79/07”, lanzada a través de la nueva disquera de Sakamoto commmons. Recientemente presentándose como Human Audio Sponge; Hosono, Sakamoto y Takahashi hicieron una presentación en vivo juntos como Yellow Magic Orchestra para el concierto Live Earth en Kioto el 7 de julio de 2007, el cual tenía como meta recolectar dinero y hacer conciencia ante la crisis climática.
En agosto de 2007, la banda nuevamente se reunió, tomando el nombre de HASYMO o HAS/YMO, combinando los nombre de Human Audio Sponge y Yellow Magic Orchestra. Su primer sencillo bajo este nombre, “Rescue”, fue escrito para la película Appleseed EX Machina. Ellos lanzaron la canción titulada "The City of Light/Tokyo Town Pages" el 6 de agosto de 2008. HASYMO tocó dos conciertos en Europa en el verano de 2008, uno en Royal Festival Hall el 15 de junio en Londres, como parte del festival de Meltdown por Massive Attack y otro en Gijón. Pese a que los miembros principales de la banda (Yukihiro Takahashi, Haruomi Hosono, y Ryuichi Sakamoto) son conocidos como HASYMO y haber tocado en dichos conciertos, fueron simplemente nombrados como YMO incluyendo solamente cuatro canciones originales de la banda y las demás d Sketch Show, HASYMO y sus trabajos como solistas.
En agosto de 2009, la banda tocó en el festival World Happiness en Japón. La banda cerro la noche, y confirmó que “Yellow Magic Orchestra” es su nombre oficial, dejando a un lado el nombre de HASYMO. Ellos abrieron con un cover de "Hello, Goodbye" y tocaron canciones originales de YMO junto con las nuevas.
En agosto de 2010, YMO nuevamente cerro el festival World Happiness. Agregaron canciones clásicas de su catálogo a la lista de canciones tocadas. En enero de 2011, KCRW anunció que para su festival World Festival concert Yellow Magic Orchestra se presentaría en Hollywood Bowl el 26 de junio de 2011. Posteriormente se agregaría una fecha más para junio 27 en el teatro Warfield. Se anunció en febrero del mismo año que YMO se presentaría en el festival de rock de Fuji en julio y en el festival World Happiness de 2011 en agosto de 2007, en el cual debutarían nuevas canciones.
En 2012, Sakamoto ayudó a organizar el evento No Nukes 2012 en el Makuhari Messe en Chiba el 7 y 8 de julio de 2012. Entre los artistas que se presentaron esta Kraftwerk que cerró el concierto del 7 de julio, con YMO tocando en ambos días, cerrando el 8 de julio. YMO también encabezó la cartelera en el festival World Happiness en agosto de 2012.

## Música e innovaciones

### Estilo
Mientras que sus contemporáneos en Düsseldorf, y después en Detroit, utilizaban la tecnología de los sintetizadores para crear una distopía “oscura” en la música, YMO introdujo un enfoque más “alegre” a la música electrónica. De acuerdo a Sakamoto, ellos estaban “cansados” de los músicos japoneses que trataban de imitar la cultura europea y la música americana de en ese entonces, por lo que ellos buscaban crear “algo original de Japón”. Kraftwerk fue una influencia para Sakamoto, que escuchó a la banda a mediados de los años setenta y después se los mostraría a sus compañeros de la banda. Ellos estaban impresionados por el “estilo formal” de Kraftwerk pero tratando de evitar su enfoque “alemán”. Describió la música de Kraftwerk “teórica, muy enfocada, simple, minimalista y sólida”. Su alternativa para el pop electrónico fue menos minimalista, incluía más variación en las líneas de los sintetizadores, introduciendo sonidos más “alegres”, y haciendo un mayor énfasis en la melodía en contraste al “pop robótico” de Kraftwerk.
La banda retomó un amplio rango de influencias en comparación a Kraftwerk. Estas influencias en YMO incluyeron la música electrónica japonesa (como Isao Tomita), música tradicional japonesa, música china experimental (de la revolución cultural), música hindú (como Ravi Shankar y la música de Bollywood),  sonidos de arcades, rap estadounidense, exótica, ska, los trabajos de Giorgio Moroder, los Beatles, The Beach Boys y su letrista Brian Wilson, Van Dyke Parks, música clásica, zoomusicología, y la música noise. Sakamoto ha expresado que su enfoque cuando está haciendo música es que “no existe el límite entre la música y el ruido.”

### Sampling
Su enfoque hacia el sampling dentro de la música fue precursor al enfoque contemporáneo de la construcción de música a partir de la muestra de sonidos y utilizarlos como loops dentro de computadoras. Su éxito “Computer Game / Firecracker”, de 1978, fue sampleado de la melodía exótica “Firecracker” de Martin Denny y los sonidos de arcade de “Space Invaders” y el videojuego “Circus”. De acuerdo a la revista The Vinyl District’’, ellos también lanzaron el primer álbum en incluir en mayor medida samples y loops (Technodelic). El ritmo en el que la banda evolucionó su música ha sido reconocido por la crítica. De acuerdo a SD Weekly, el estilo musical de YMO ha pasado de “exotica-disco” y “sonidos electrónicos” en los setentas a una “música concreta perfeccionada” en sus discos “Naughty Boys” y “Service”.

### Instrumentos

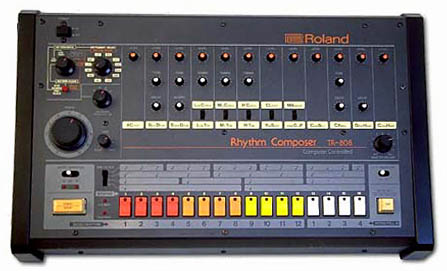
La Roland TR-808 Rhythm Composer una de las primeras caja de ritmos programables, la cual desde mediados de los ochenta ha sido utilizada en más hits que cualquier otra caja de ritmos.

La banda con frecuencia utilizaba una amplia variedad de los instrumentos electrónicos más avanzados tan pronto como estos estaban disponibles. “Yellow Magic Orchestra” y “Thousand Knives” de Ryuichi Sakamoto fueron unos de los primeros álbumes populares en utilizar la Roland MC-8 Microcomposer, los cuales fueron programados por Hideki Matsutake durante las sesiones de grabación. Roland nombró a la MC-8 como un “compositor de música computarizado” y fue el primer secuenciador basado en un microprocesador. Introdujo nuevas características como el uso de un teclado para introducir la información en forma de notas y 16 [Kilobyte|KB]] de RAM que permitían secuencia un máximo de 5200, un gran avance de los secuenciadores de 8-16 pasos de la época. Mientras que este no era comercialmente exitoso debido a su elevado precio, la banda fue una de las pocas en ese entonces en utilizar una MC-8, que descrita por ellos, junto con Hideki Matsutake, como un “factor inevitable” en su producción musical y en sus presentaciones.
Fueron la primera banda en utilizar la Roland TR-808, una de las primeras y más influyente caja de ritmo programable, tan pronto como fue lanzada al mercado en 1980. Mientras que este dispositivo no fue inicialmente exitoso debido a su falta de sampling que su rival ofrecía (Linn LM-1), la TR-808 tenía varios sonidos de percusión artificiales, incluyendo un kick profundo, “claps pequeños”, “snares grandes”, un “hi-hat característico” con un “cowbell único”. Lo anterior lo demostró YMO en su música, en su año de lanzamiento (1980), abriendo paso a la popularidad de la TR-808 en los años posteriores, que sería usada en diversos éxitos más que cualquier otra caja de ritmos y siendo utilizada hoy en día.
En ese entonces, Billboard señaló que el uso de las tecnologías computacionales en conjunto con los sintetizadores permitieron a YMO crear nuevos sonidos que no eran posibles hasta ese entonces. “Yellow Magic Orchestra” fue el primer álbum con temática relacionada con las computadoras, lanzándose antes que Computer World de Kraftwerk (1981) años después. Como resultado de las innovaciones, a YMO se le da el crédito de haber “guiado a la era de los programadores de computadoras como estrellas de rock.”

## Legado e influencia
La banda ha sido descrita como “los cyberpunks originales” y sus primeros trabajos han sido descritos como música "proto-techno”. En la década de los noventa, YMO fueron comúnmente citados como pioneros de la música ambient house. YMO también popularizó las presentaciones en vivo en las que se dejaban de un lado al ser humano como ejecutante, optando por el uso de samplers y cajas de ritmos.
Varias versiones de “Kimi ni Mune Kyun” (1983) han sido producidas por otros artistas, incluyendo a The Human League en 1993 con “YMO versus The Human League” y Asako Toki en 2006. En 2009, un cover de “Kimi ni Mune Kyun” fue usado como parte de una adaptación anime de “Maria † Holic”, cantado por Asami Sanada, Marina Inoue y Yū Kobayashi, las Seiyū de los personajes principales. La popular serie de anime “Dragon Ball” hizo un homenaje a la banda con la canción "Solid State Scouter" como tema principal de un especial de 1990.
En el top de los 100 mejores músicos japoneses de HMV Japan, YMO fue colocada en segundo lugar, sólo debajo de Southern All Stars, una banda de J-Rock que se ha mantenido una popularidad baja fuera de Japón. En 2006, Senor Coconut hizo un tributo a la banda en su disco “Yellow Fever!”.

### Música electrónica
YMO fueron pioneros del synthpop, un género en el que su influencia aún es evidente en el rock contemporáneo y la música pop. En 1993, Johnny Black de “Hi-Fi News” reseño el disco Hi-Tech/No Crime’’, describiendo a YMO como “la más atrevida e influyente banda de música dance que el mundo ha tenido” agregando que “sin ellos (y Kraftwerk) la música de hoy sonaría como música de ayer.” En 2001, Jason Ankeny de “Allmusic” describió a YMO como “influencia seminal en la música electrónica contemporánea, muy popular dentro y fuera de su país” y los coloco en “segundo lugar antes de Kraftwerk como innovadores de la cultura electrónica de hoy.”
YMO es considerada como pionera en el campo de la música electrónica popular y continúa siendo remezclada o sampled por artistas modernos, incluyendo a “Yamantaka Eye” y LFO, 4 Hero, Senor Coconut, los pioneros del ambient house The Orb y “808 State”, Orbital, The Human League, el pionero del hip hop Afrika Bambaataa, y músicos populares como Michael Jackson, Quincy Jones, Greg Phillinganes, Eric Clapton, Mariah Carey y Jennifer Lopez.
YMO tuvo impacto en la música techno, incluyendo a los pioneros Juan Atkins, Kevin Saunderson y Derrick May, que citaron a YMO como influencia importante para su trabajo junto con Kraftwerk. YMO continuó influenciando a músicos techno como Surgeon, Mike Paradinas y Harald Blüchel|. “Technopolis” (1979) particularmente es considerada como una “interesante contribución” al desarrollo del Detroit techno y el grupo Cybotron. “Computer Game” (1978) también influyó en la música techno de Sheffield de la banda “Sweet Exorcist” en (1990), definió el sonido techno de Sheffield usando samples de “Computer Game” acompañados de diálogos de la película Encuentros cercanos del tercer tipo (1977). “Computer Game” (1978) fue posteriormente incluida en el álbum “Kings of Techno” de Carl Craig (2006).
En los noventa, YMO había tenido impacto en pioneros del ambient house como The Orb and “808 State”, también en Ultramarine y otros artistas ambient/house. Esto llevó a que se lanzara el álbum remix Yellow Magic Orchestra: Hi-Tech/No Crime” en 1993, por figuras representativas de la escena ambient y house de esa época, incluyendo a The Orb, 808 State y Orbital. La música producida por YMO durante su regreso a principios de los años noventas jugó un papel instrumental en los movimientos techno y acid house hacia el final del siglo XX. El uso por parte de la banda de escalas orientales y sonidos de videojuegos ha sido una influencia en el siglo XXI en la música electrónica como Dizzee Rascal, Kieran Hebden, e Ikonika.
El éxito de YMO con la tecnología musical hizo que muchos artistas, con influencia de la escena electrónica británica de comienzos de la década de los ochenta. Influenciaron a varios artistas británicos del synth pop, incluyendo a Ultravox, John Foxx, Gary Numan, Duran Duran, Depeche Mode, Camouflage, OMD, The Human League, Visage, y Art of Noise, así como músicos estadounidenses como Todd Rundgren.
“Technopolis” fue un tributo a Tokio como la “mecca electrónica” usando el término techno en su título, presagiando conceptos que Juan Atkins y Rick Davis posteriormente usarían en Cybotron.

### Hip hop
La banda fue muy popular dentro de la emergente comunidad de hip hop, la cual apreciaba los sonidos electrónicos, y en Bronx donde “Firecracker” fue un éxito y sampleada en el famoso “Death Mix” (1983) por Afrika Bambaataa. De acuerdo a The Guardian’’, “puede que ellos hayan inventado el hip hop”; el pionero en el hip hop Afrika Bambaataa nombra a la banda como una inspiración y una vez remarco que YMO invento la música hip hop (a manera de broma). La canción Planet Rock de Afrika Bambaataa fue parcialmente inspirada en YMO. Los sonidos de “videojuego funk” de la canción “Computer Game” de YMO fueron una fuerte influencia para los emergentes géneros electro y hip hop. “Riot in Lagos” de Sakamoto fue citado por Kurtis Mantronik como su major influencia en su grupo de hip hop Mantronix; incluyó "Computer Game" y "Riot in Lagos" en su álbum compilatorio “That’s My Beat” (2002) que consiste en canciones que influenciaron su temprana carrera. La canción fue posteriormente incluida en la recopilación de la banda “Playgroup”, “Kings of Electro” (2007), junto con otros clásicos electro como "Al-Nafyish" de Hashim (1983). El lanzamiento de "Riot in Lagos" en 1980 fue nombrado por “The Guardian” en 2011 como una de los 50 eventos clave en la historia de la música dance.
El uso de sonidos de videojuegos por parte de YMO tuvo una influencia particular en el hip hop de los ochenta y la música pop. Más allá de la escena electro, “Computer Game/Firecracker” fue sampleada por otros artistas como “2 Live Crew” en “Mega-Mixx II” (1987), “Funky Towel” del grupo De La Soul (para la película “Joe’s Apartment” en 1996), “I’m Real” de Jennifer Lopez (2001), y la versión original de “Loverboy” de Mariah Carey (2001).

### Japón
La banda también fue muy influyente dentro de su tierra natal Japón, en donde ellos se convirtieron en la banda más popular a finales de los años setenta y en los ochenta. Sus álbumes Solid State Survivor and X∞Multiplies mantuvieron los dos primero lugares en las listas de Oricon por siete semanas consecutivas, haciendo de YMO la única banda japonesa el lograr este récord. Jóvenes fanes durante este periodo son conocidos como ”Generación YMO” (YMO世代 YMO Sedai?). La banda ha tenido un impacto significativo en la música pop japonesa, que fue dominada por la electrónica y a la música computacional debido a la influencia de YMO. YMO fue uno de los actos más importantes para el desarrollo de la “música nueva” de Japón, estableciendo las bases para el J-Pop contemporáneo en los ochenta. Ellos también inspiraron a artistas como Tetsu Inoue y el compositor de música clásica Joe Hisaishi.

### Videojuegos
YMO también influenció a varios compositores de música en videojuegos y tuvo un mayor impacto en los sonidos utilizados en el chiptune y en la música de videojuegos producida durante las décadas de los ochenta y noventa. Como resultado, varios compositores, incluidos Shinji Hosoe y Nobuyoshi Sano, formaron una parodia llamada “Oriental Magnetic Yellow” (OMY) en 1994, produciendo parodias de discos de YMO.

## Discografía

### Álbumes de estudio
- 1978 Yellow Magic Orchestra
- 1979 Solid State Survivor
- 1980 x∞Multiplies (conocido también como Zoshoku)
- 1981 BGM
- 1981 Technodelic
- 1983 Naughty Boys
- 1983 Naughty Boys Instrumental
- 1983 Service
- 1993 Technodon

### Álbumes en vivo
- 1980 Public Pressure
- 1984 After Service
- 1991 Faker Holic (Transatlantic Tour 1979)
- 1992 Complete Service (mezclado por Brian Eno)
- 1993 Technodon Live
- 1993 Live At The Budokan 1980
- 1993 Live At Kinokuniya Hall 1978
- 1995 Winter Live 1981
- 1996 World Tour 1980
- 1997 Live At The Greek Theatre 1979
- 2008 Euymo – Yellow Magic Orchestra Live in London + Gijon 2008
- 2008 LONDONYMO - Yellow Magic Orchestra Live in London 15/6 08
- 2008 Gijonymo – Yellow Magic Orchestra Live in Gijon 19/6 08

### Recopilaciones
- 1984 Sealed
- 1992 Technobible
- 1992 Kyoretsu Na Rhythm
- 2000 YMO Go Home!: The Best of Yellow Magic Orchestra, (seleccionado por Haruomi Hosono)
- 2001 One More YMO: The Best of YMO Live (seleccionado por Yukihiro Takahashi)
- 2003 UC YMO: Ultimate Collection of Yellow Magic Orchestra (seleccionado by Ryuichi Sakamoto)
- 2011 YMO (seleccionado por YMO)

### Remixes
- 1992 Hi-tech/No Crime (Yellow Magic Orchestra Reconstructed)
- 2000 YMO Remixes Technopolis 2000-00

### Sencillos
- "Firecracker" (1978)
- "Tong Poo" (1978)
- "Computer Game" (1979)
- "Cosmic Surfin" (1979)
- "La Femme Chinoise" (1979)
- "Technopolis" (1979)
- "Rydeen" (1980)
- "Behind the Mask" (1979)
- "Nice Age" (1980)
- "Tighten Up (Japanese Gentlemen Stand Up Please)" (1980)
- "Cue" (1981)
- "Mass" (1981)
- "Taiso" (1982)
- "Pure Jam" (1982)
- "Kimi ni Mune Kyun" (1983)
- "The Spirit of Techno / Kageki na Shukujo" (1983)
- "Ishin Denshin (You've Got To Help Yourself)" (1983)
- "Every Time I Look Around (I Hear The Madmen Call)" (1983)
- "Reconstructions" (1992)
- "Pocketful of Rainbows" (1993)
- "Be A Superman" (1993)
- "Rescue / Rydeen 79/07" (2007)
- "The City of Light / Tokyo Town Pages" (2008)
- "Good Morning, Good Night" (2009)